# Coelorinchus canus
Coelorinchus canus es una especie de pez de la familia Macrouridae en el orden de los Gadiformes.

## Morfología
• Los machos pueden llegar alcanzar los 27,5 cm de longitud total.

## Alimentación
Come principalmente copépodos y otros crustáceos pequeños.

## Hábitat
Es un pez de aguas  tropicales que vive entre 120-460 m de profundidad.

## Distribución geográfica
Se encuentra desde Costa Rica hasta el norte del Perú.